# Thérèse Schwartze

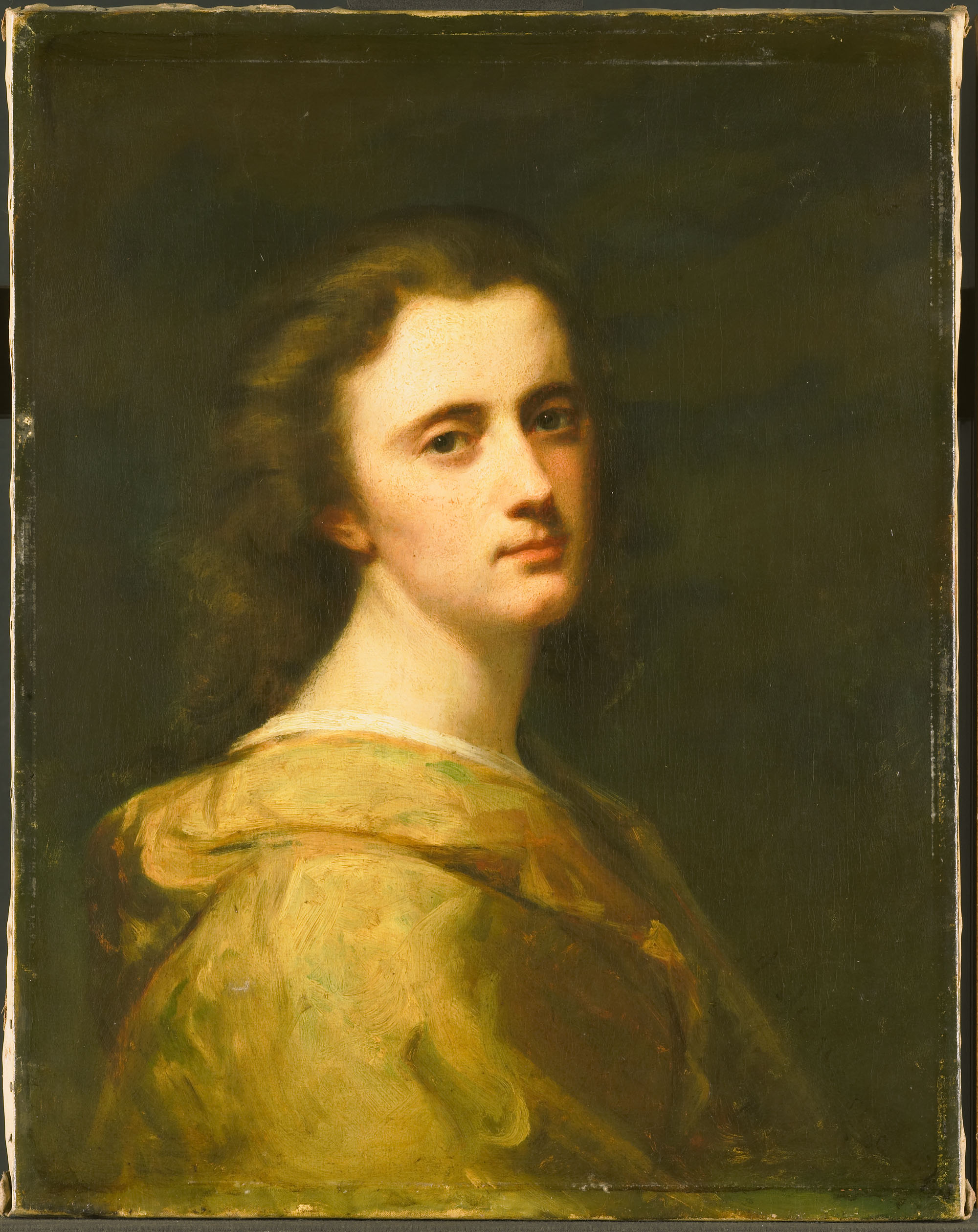
Thérèse Schwartze, 1868 gemalt von ihrem Vater Johann Georg Schwartze

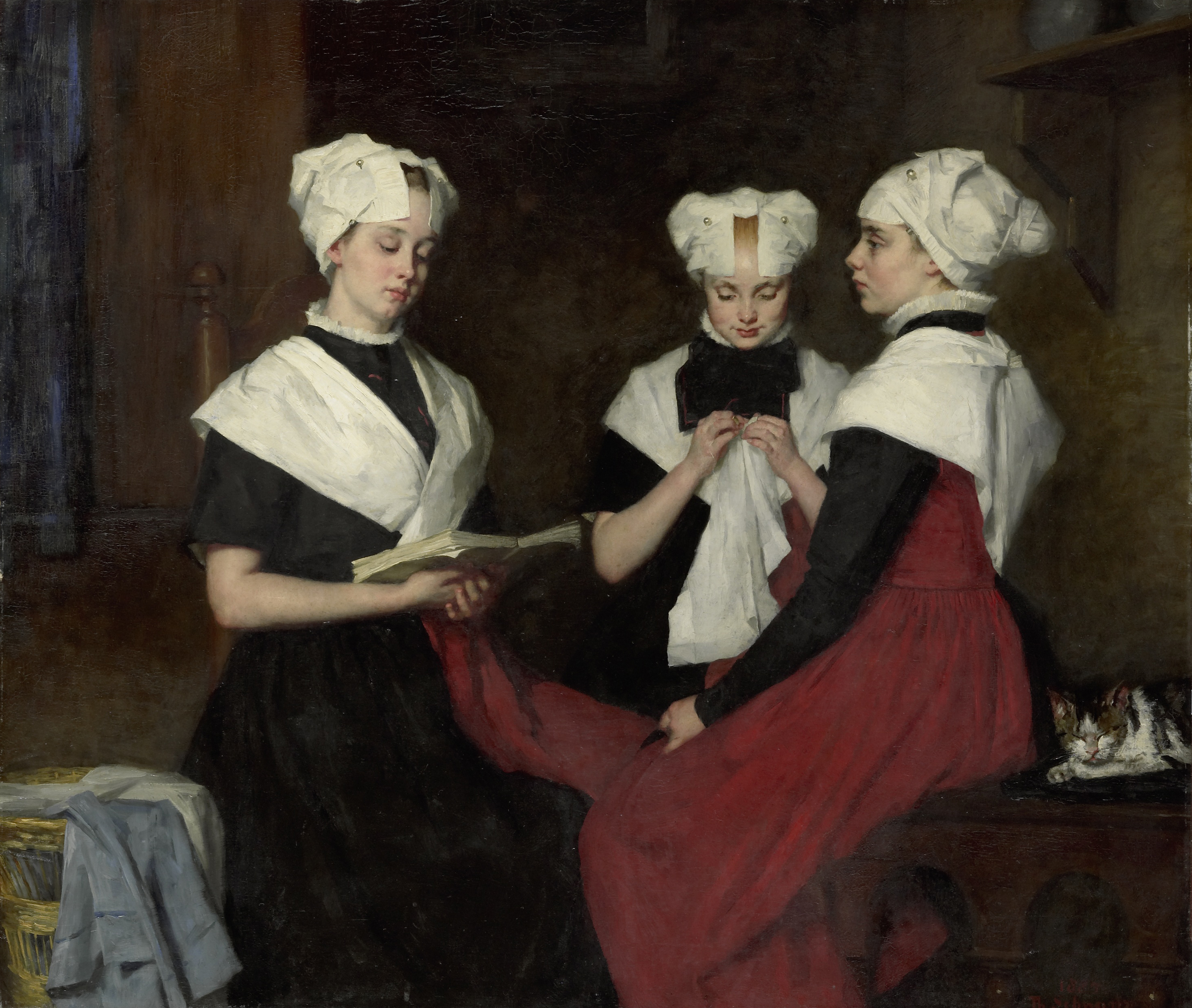
Thérèse Schwartze: Drie meisjes (1885) uit het Amsterdamse Burgerweeshuis

Thérèse Schwartze (* 20. Dezember 1851 in Amsterdam; † 23. Dezember 1918 ebenda) war eine niederländische Porträtmalerin.

## Leben
Thérèse Schwartze war die Tochter des Malers Johann Georg Schwartze, der auch ihr erster Lehrer in der Kunst des Malens war. Ihre Schwester war die Bildhauerin Georgine Schwartze, ihr Bruder der Landschaftsmaler George Washington Schwartze. Von 1873 bis 1875 besuchte sie die Rijksakademie van beeldende kunsten in Amsterdam. Sie studierte in München bei Gabriel Max und Franz von Lenbach. 1879 ging sie nach Paris, wo sie bei Jean Jacques Henner weiterstudierte. 1881 porträtierte sie die königliche Familie der Niederlande. Auf der Internationalen Kunstausstellung im Jahre 1904 im Kunstpalast Düsseldorf war sie mit Werken vertreten. 1906 heiratete sie den Chefredakteur der Zeitung Algemeen Handelsblad, Anton van Duyl. 1883 war sie Mitglied bei Arti et Amicitiae.

## Werke (Auswahl)
Rijksmuseum Amsterdam
- Drie meisjes uit het Amsterdamse Burgerweeshuis[4]
- Dr J L Dusseau (1870)[5]
- Frederik Daniël Otto Obreen (1840–1896). Hoofddirecteur van het Rijksmuseum, Amsterdam[6]
- Portret van Lizzie Ansingh (1902)[7]
- Maria Catharina Josephine Jordan (1866–1948). Echtgenote van de schilder George Hendrik Breitner[8]
- Piet J. Joubert (1831–1900). Commandant-generaal van de Zuidafrikaanse Republiek[9]
- Portret van een jonge vrouw met de hond Puck[10]

Königliche Bibliothek der Niederlande, Den Haag, Collection Willem WitsenEighties Movement artist in pictures and text
- Portret van Generaal J. H. („Koos“) de la Rey[11]

Jüdisches Museum Amsterdam, Amsterdam
- Joodse antiekhandelaar (jhmnr. 174)
- Portret van Mozes de Vries van Buren (jhmnr. B 392)
- Portret van A.C. Wertheim (jhmnr. 1250)
- Portret van Rosalie Marie Wertheim-Wertheim

Museum Boijmans Van Beuningen, Rotterdam
- Das Waisenkind

## Porträts der Künstlerin
- Johann Georg Schwartze (1868): Thérèse Schwartze
- Eduard Frankfort: Therese Schwartze[12]